# Klaudia Jans-Ignacik
Klaudia Jans-Ignacik, née Jans, (Gdynia, 24 september 1984) is een voormalig tennisspeelster uit Polen. Zij was voornamelijk succesvol in de vrouwendubbelspeltoernooien, waar zij tot oktober 2011 doorgaans met Alicja Rosolska samenspeelde. In 2011 trouwde zij met sportjournalist Bartosz Ignacik.
Haar beste vrouwendubbelspelresultaat op de grandslamtoernooien is het bereiken van de kwartfinale, op het Australian Open 2015, samen met de Sloveense Andreja Klepač. In het gemengd dubbelspel bereikte zij zelfs de finale, op Roland Garros 2012, met de Mexicaan Santiago González aan haar zijde. Haar hoogste notering op de WTA-dubbelspelranglijst is de 28e plaats, die zij bereikte in september 2012.

## Posities op deWTA-ranglijst
Positie per einde seizoen:
| jaar | rang enkelspel | rang dubbelspel |
| ---- | -------------- | --------------- |
| 2001 | 979            | 825             |
| 2002 | 698            | 258             |
| 2003 | 629            | 439             |
| 2004 | 450            | 167             |
| 2005 | 867            | 104             |
| 2006 | 921            | 85              |
| 2007 | 962            | 77              |
| 2008 | 866            | 57              |
| 2009 | –              | 48              |
| 2010 | –              | 49              |
| 2011 | –              | 43              |
| 2012 | –              | 29              |
|      |                |                 |
| 2014 | –              | 62              |
| 2015 | –              | 41              |
| 2016 | –              | 133             |

## Resultaten grandslamtoernooien
| Legenda | Legenda                          |
| ------- | -------------------------------- |
| g.t.    | geen toernooi gehouden           |
| l.c.    | lagere categorie                 |
| –       | niet deelgenomen                 |
| G       | uitgeschakeld in de groepsfase   |
| 1R      | uitgeschakeld in de eerste ronde |
| 2R      | uitgeschakeld in de tweede ronde |
| 3R      | uitgeschakeld in de derde ronde  |
| 4R      | uitgeschakeld in de vierde ronde |
| KF      | uitgeschakeld in de kwartfinale  |
| HF      | uitgeschakeld in de halve finale |
| F       | de finale verloren               |
| W       | het toernooi gewonnen            |
| w-v     | winst/verlies-balans             |

### Enkelspel
geen

### Vrouwendubbelspel
| toernooi        | 2007 | 2008 | 2009 | 2010 | 2011 | 2012 |    | 2014 | 2015 | 2016 |
| --------------- | ---- | ---- | ---- | ---- | ---- | ---- | -- | ---- | ---- | ---- |
| Australian Open | 1R   | 2R   | 2R   | 2R   | 1R   | 2R   | –  | KF   | 1R   |      |
| Roland Garros   | 2R   | 1R   | 2R   | 1R   | 1R   | 1R   | 1R | 1R   | 1R   |      |
| Wimbledon       | 1R   | 1R   | 2R   | 1R   | 2R   | 2R   | 2R | 1R   | 1R   |      |
| US Open         | 2R   | 3R   | 2R   | 2R   | 1R   | 2R   | –  | 1R   | –    |      |

### Gemengd dubbelspel
| toernooi        | 2010 | 2011 | 2012 |    | 2014 | 2015 |
| --------------- | ---- | ---- | ---- | -- | ---- | ---- |
| Australian Open | –    | –    | 1R   | –  | –    |      |
| Roland Garros   | –    | –    | F    | 2R | –    |      |
| Wimbledon       | 2R   | 1R   | 1R   | –  | 2R   |      |
| US Open         | –    | –    | 2R   | –  | –    |      |

## Palmares

### WTA-finaleplaatsen enkelspel
geen

### WTA-finaleplaatsen vrouwendubbelspel
| nr.              | datum      | toernooi        | partner             | tegenstandsters                                | score            |         |
| ---------------- | ---------- | --------------- | ------------------- | ---------------------------------------------- | ---------------- | ------- |
| gewonnen finales |            |                 |                     |                                                |                  |         |
| 1.               | 2009-04-12 | WTA Marbella    | Alicja Rosolska     | Anabel Medina Garrigues Virginia Ruano Pascual | 6-3, 6-3         | details |
| 2.               | 2012-05-26 | WTA Straatsburg | Volha Havartsova    | Natalie Grandin Vladimíra Uhlířová             | 6-7, 6-3, [10-3] | details |
| 3.               | 2012-08-12 | WTA Montréal    | Kristina Mladenovic | Nadja Petrova Katarina Srebotnik               | 7-5, 2-6, [10-7] | details |
| verloren finales |            |                 |                     |                                                |                  |         |
| 1.               | 2004-08-14 | WTA Sopot       | Alicja Rosolska     | Nuria Llagostera Vives Marta Marrero           | 4-6, 3-6         | details |
| 2.               | 2005-05-01 | WTA Warschau    | Alicja Rosolska     | Tetjana Perebyjnis Barbora Strýcová            | 1-6, 4-6         | details |
| 3.               | 2005-07-24 | WTA Palermo     | Alicja Rosolska     | Giulia Casoni Marija Koryttseva                | 6-4, 3-6, 5-7    | details |
| 4.               | 2009-01-10 | WTA Brisbane    | Alicja Rosolska     | Anna-Lena Grönefeld Vania King                 | 6-3, 5-7, [5-10] | details |
| 5.               | 2009-10-18 | WTA Linz        | Alicja Rosolska     | Anna-Lena Grönefeld Katarina Srebotnik         | 1-6, 4-6         | details |
| 6.               | 2011-01-08 | WTA Brisbane    | Alicja Rosolska     | Alisa Klejbanova Anastasija Pavljoetsjenkova   | 3-6, 5-7         | details |
| 7.               | 2011-05-21 | WTA Brussel     | Alicja Rosolska     | Andrea Hlaváčková Galina Voskobojeva           | 6-3, 0-6, [5-10] | details |
| 8.               | 2016-03-19 | WTA San Antonio | Anastasia Rodionova | Anna-Lena Grönefeld Nicole Melichar            | 1-6, 3-6         | details |

### WTA-finaleplaatsen gemengd dubbelspel
| nr.              | datum      | toernooi      | partner           | tegenstandsters             | score    |         |
| ---------------- | ---------- | ------------- | ----------------- | --------------------------- | -------- | ------- |
| gewonnen finales |            |               |                   |                             |          |         |
| geen             |            |               |                   |                             |          |         |
| verloren finales |            |               |                   |                             |          |         |
| 1.               | 2012-06-07 | Roland Garros | Santiago González | Sania Mirza Mahesh Bhupathi | 6-7, 1-6 | details |